# UCI-Kunstrad-Weltcup 2019
Beim UCI-Kunstrad-Weltcup 2019 wurden durch die Union Cycliste Internationale und die Initiative Indoor Cycling Worldwide die Weltcupsieger im Kunstradfahren ermittelt.

## Termine
Der Weltcup bestand aus vier Runden, von denen die letzte „Finale“ hieß; im Finale zählten die Punkte doppelt.
- Prag: 9. März
- Merelbeke: 25. Mai
- Bokod: 10. August
- Erlenbach: 30. November

## Einer Frauen
| # | Datum        | Ort       | Erste          | Zweite            | Dritte            |
| - | ------------ | --------- | -------------- | ----------------- | ----------------- |
| 1 | 9. März      | Prag      | Milena Slupina | Iris Schwarzhaupt | Adriana Mathis    |
| 2 | 25. Mai      | Merelbeke | Milena Slupina | Maren Haase       | Iris Schwarzhaupt |
| 3 | 10. August   | Bokod     | Viola Brand    | Milena Slupina    | Mattea Eckstein   |
| F | 30. November | Erlenbach | Viola Brand    | Mattea Eckstein   | Milena Slupina    |

Gesamtwertung
| Platz | Name            | Punkte |
| ----- | --------------- | ------ |
| 1     | Milena Slupina  | 420    |
| 2     | Viola Brand     | 300    |
| 3     | Sina Bäggli     | 295    |
| 4     | Mattea Eckstein | 230    |
| 5     | Zsófia Hugyecz  | 223    |
| 6     | Ho I Teng       | 210    |

## Einer Männer
| # | Datum        | Ort       | Erster     | Zweiter         | Dritter         |
| - | ------------ | --------- | ---------- | --------------- | --------------- |
| 1 | 9. März      | Prag      | Lukas Kohl | Moritz Herbst   | Marcel Jüngling |
| 2 | 25. Mai      | Merelbeke | Lukas Kohl | Lukas Burri     | Marcel Jüngling |
| 3 | 10. August   | Bokod     | Lukas Kohl | Marcel Jüngling | Martin Schön    |
| F | 30. November | Erlenbach | Lukas Kohl | Marcel Jüngling | Martin Schön    |

Gesamtwertung
| Platz | Name            | Punkte |
| ----- | --------------- | ------ |
| 1     | Lukas Kohl      | 500    |
| 2     | Marcel Jüngling | 380    |
| 3     | Lukas Burri     | 335    |
| 4     | Martin Schön    | 330    |
| 5     | Csaba Varga     | 270    |
| 6     | Jakub Mašek     | 265    |

## Zweier Frauen
| # | Datum        | Ort       | Erste                                | Zweite                        | Dritte                               |
| - | ------------ | --------- | ------------------------------------ | ----------------------------- | ------------------------------------ |
| 1 | 9. März      | Prag      | Sophie-Marie Nattmann Caroline Wurth | Lena Bringsken Lisa Bringsken | Helen Vordermeier Selina Marquardt   |
| 2 | 25. Mai      | Merelbeke | Helen Vordermeier Selina Marquardt   | Lena Bringsken Lisa Bringsken | Sophie-Marie Nattmann Caroline Wurth |
| 3 | 10. August   | Bokod     | Sophie-Marie Nattmann Caroline Wurth | Lena Bringsken Lisa Bringsken | Helen Vordermeier Selina Marquardt   |
| F | 30. November | Erlenbach | Sophie-Marie Nattmann Caroline Wurth | Lena Bringsken Lisa Bringsken | Helen Vordermeier Selina Marquardt   |

Gesamtwertung
| Platz | Namen                                   | Punkte |
| ----- | --------------------------------------- | ------ |
| 1     | Sophie-Marie Nattmann / Caroline Wurth  | 470    |
| 2     | Lena Bringsken / Lisa Bringsken         | 400    |
| 3     | Helen Vordermeier / Selina Marquardt    | 380    |
| 4     | Irina Christinger / Nathalie Steinemann | 310    |
| 5     | Nadine Zuberbühler / Jeannine Graf      | 195    |
| 6     | Morgane Lebeau / Céline Dubuquoy        | 120    |

## Zweier offen
| # | Datum        | Ort       | Erste                           | Zweite                             | Dritte                             |
| - | ------------ | --------- | ------------------------------- | ---------------------------------- | ---------------------------------- |
| 1 | 9. März      | Prag      | Serafin Schefold Max Hanselmann | Nina Stapf Patrick Tisch           | Lukas Burri Fabienne Hammerschmidt |
| 2 | 25. Mai      | Merelbeke | Nina Stapf Patrick Tisch        | Lukas Burri Fabienne Hammerschmidt | Marcel Schnetzer Katharina Kühne   |
| 3 | 10. August   | Bokod     | Nina Stapf Patrick Tisch        | Lukas Burri Fabienne Hammerschmidt | Marcel Schnetzer Katharina Kühne   |
| F | 30. November | Erlenbach | Serafin Schefold Max Hanselmann | Nina Stapf Patrick Tisch           | Marcel Schnetzer Katharina Kühne   |

Gesamtwertung
| Platz | Namen                                | Punkte |
| ----- | ------------------------------------ | ------ |
| 1     | Nina Stapf / Patrick Tisch           | 420    |
| 2     | Lukas Burri / Fabienne Hammerschmidt | 380    |
| 3     | Marcel Schnetzer / Katharina Kühne   | 340    |
| 4     | Michael Quecke / Matthias Quecke     | 315    |
| 5     | Serafin Schefold / Max Hanselmann    | 300    |
| 6     | Jakub Mašek / Tomáš Grun             | 260    |

## Vierer
| # | Datum        | Ort       | Erste                                                                         | Zweite                                                                            | Dritte                                                                     |
| - | ------------ | --------- | ----------------------------------------------------------------------------- | --------------------------------------------------------------------------------- | -------------------------------------------------------------------------- |
| 1 | 9. März      | Prag      | RSV Steinhöring Ramona Ressel Julia Dörner Annamaria Milo Annalena Vollbrecht | ŠKC Kolárovo Henrietta Domin Anasztázia Domin Panna Rebeka Mihalics Eszter Kulich | RKV Denkendorf Lukas Kayko Roxanne Ludwig Vanessa Wörner Eva Zimmermann    |
| 2 | 25. Mai      | Merelbeke | RKV Denkendorf Lukas Kayko Roxanne Ludwig Vanessa Wörner Eva Zimmermann       | RSV Steinhöring Ramona Ressel Julia Dörner Annamaria Milo Annalena Vollbrecht     | [ 1 ]                                                                      |
| 3 | 10. August   | Bokod     | RSV Steinhöring Ramona Ressel Julia Dörner Annamaria Milo Annalena Vollbrecht | VC Rheineck / KRF Uzwil Ronja Zünd Fabienne Haas Laura Tarneller Nadine Bissegger | KRF Uzwil Stefanie Haas Valerie Unternährer Selina Niedermann Sarah Manser |
| F | 30. November | Erlenbach | RSV Steinhöring Ramona Ressel Julia Dörner Annamaria Milo Annalena Vollbrecht | KRF Uzwil Stefanie Haas Valerie Unternährer Selina Niedermann Sarah Manser        | RKV Denkendorf Lukas Kayko Roxanne Ludwig Vanessa Wörner Eva Zimmermann    |

Gesamtwertung
| Platz | Mannschaft              | Punkte |
| ----- | ----------------------- | ------ |
| 1     | RSV Steinhöring         | 480    |
| 2     | RKV Denkendorf          | 370    |
| 3     | VC Rheineck / KRF Uzwil | 275    |
| 4     | ŠKC Kolárovo            | 265    |
| 5     | KRF Uzwil               | 230    |